# Nachthexen
Nachthexen (russisch Ночные Ведьмы Notschnyje Wedmy) war der Spitzname des sowjetischen 588. Nachtbombenfliegerregiments, später in 46. Garde-Nachtbombenfliegerregiment umbenannt, aus dem Zweiten Weltkrieg, das ausschließlich aus Frauen bestand. Der Name wurde ursprünglich von den deutschen Truppen verwendet, später aber teilweise von den Angehörigen des Regiments übernommen.

## Geschichte
Als Ausgangsbasis wurde auf Betreiben von Marina Raskowa im Oktober 1941 in Moskau die Fliegergruppe Nr. 122 aufgestellt und am 16. Oktober nach Engels verlegt. Dort wurde zum Jahresende mit der Aufstellung des Regiments begonnen. Kommandeurin der allein aus Frauen bestehenden Einheit war Jewdokija Berschanskaja, Stabschefin Irina Rakobolskaja, Regimentsingenieurin Sofia Oserkowa, Navigationsoffizierin Sofia Bursajewa und Politkommissarin Jewdokija Ratschkewitsch. Die Pilotinnen rekrutierten sich aus Angehörigen der zivilen Luftflotte sowie Aeroklubs, die Navigatorinnen kamen von der OSSOAWIACHIM oder waren Hochschulabsolventinnen. Ab Februar 1942 begannen die Formierung und das Training der Besatzungen unter der Bezeichnung 588. Nachtbombenfliegerregiment (588. NBAP).
Am 23. Mai wurde die Einheit als Teil der 218. Nachtbombenfliegerdivision unter Dmitri Popow innerhalb der 4. Luftarmee an die Front verlegt. Die ersten Einsätze begannen ab dem 8. Juni 1942 im südlichen Donbass im Abschnitt Konstantinowka–Melechowka–Rasdorska. Weitere Aktionsräume waren der Kaukasus und die Krim, wo auch Versorgungseinsätze für den Brückenkopf Eltigen geflogen wurden. Am 8. Februar 1943 erging der Befehl, dem Regiment den Titel 46. Garde-Nachtbombenfliegerregiment (46. Gw NBAP)  zu verleihen, was am 10. Juni mit der Verleihung des Gardebanners geschah. Für die Leistungen bei der Rückeroberung der Halbinsel Taman im September/Oktober 1943 wurde der Beiname 46. Tamaner Garde-Nachtbombenfliegerregiment vergeben. Während der Kämpfe um Sewastopol unterstand die Einheit zeitweise der 2. Stalingrader Garde-Nachtbombenfliegerdivision unter Kusnezow, beim Einsatz bei der 2. Weißrussischen Front ab Sommer 1944 der 325. Nachtbombenfliegerdivision. Die letzten Kampfeinsätze fanden bei Danzig, Stettin, Köslin und gegen den Hafen von Swinemünde statt. Im November 1945 wurde das Regiment, das Träger des Rotbanner- und des Suworowordens III. Klasse war, aufgelöst.
Insgesamt flog das Regiment in 28.676 Flugstunden 23.672 Einsätze und warf circa 3.000 Tonnen Bomben ab. Es zerstörte oder beschädigte 17 größere Brücken, 9 Eisenbahnzüge, 26 Munitions- und Treibstofflager, 176 LKW und 86 Feuerstellungen. Durchschnittlich absolvierte jede Pilotin deutlich über 500 Einsätze, viele davon über 800. Die Spitzenreiterin Irina Sebrowa absolvierte (je nach Quelle) 1.004 bis 1.008 Einsätze.
Von den 29 Frauen, denen im Zweiten Weltkrieg der Titel „Held der Sowjetunion“ verliehen wurde, waren 23 Mitglieder der Nachthexen. 14 Pilotinnen kamen bei den Kämpfen ums Leben.
Weitere, ausschließlich aus Frauen bestehende Truppenteile waren das 586. Jagdfliegerregiment mit Tamara Kasarinowa als Befehlshaberin sowie das 587. Bomberregiment unter Führung Marina Raskowas, wobei nur das 588. NBAP im gesamten Zeitraum seines Bestehens vollständig aus weiblichem Personal bestand.

## Die Maschinen

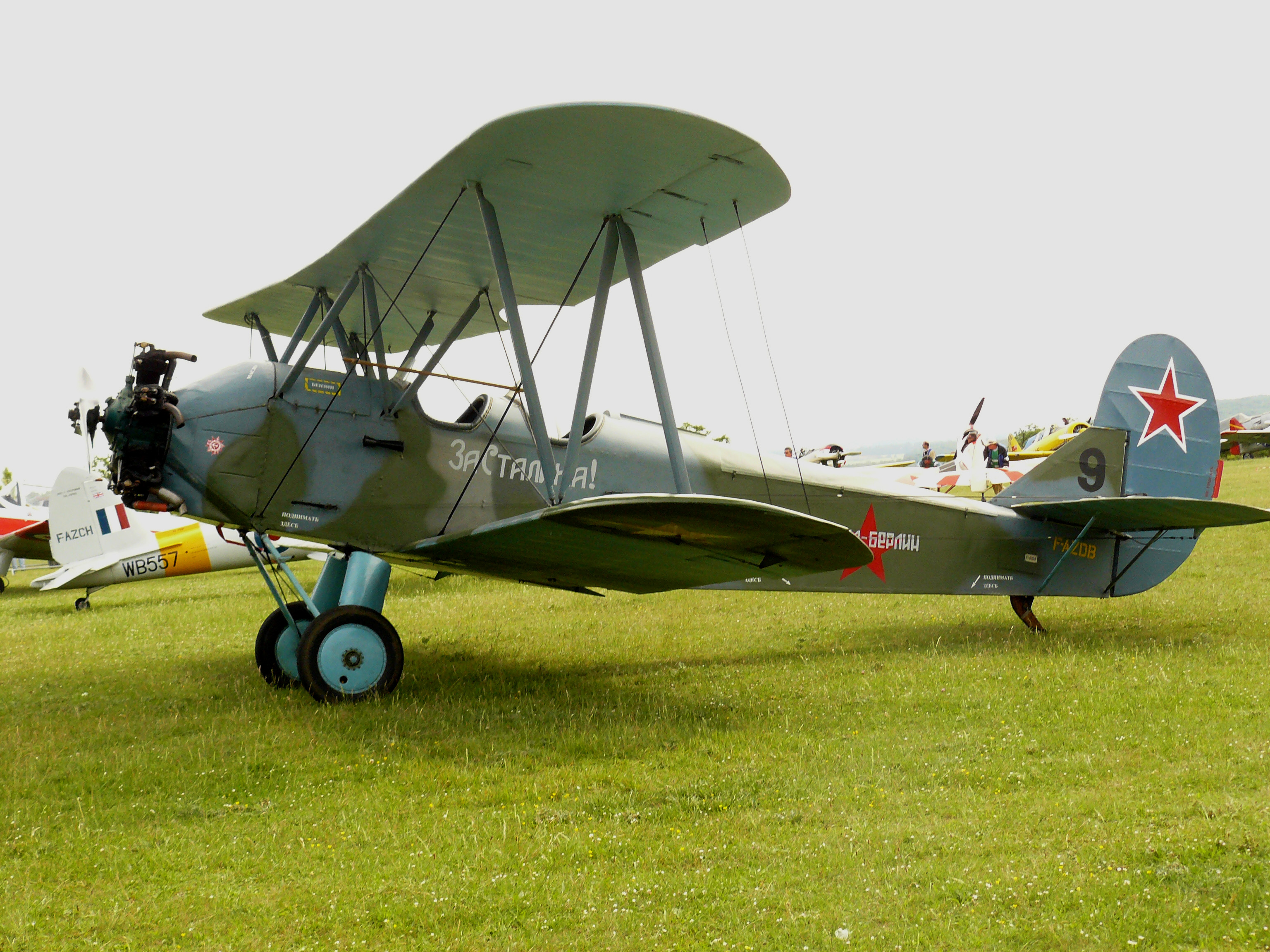
Po-2

Die Flugzeuge waren Doppeldecker vom Typ Polikarpow Po-2, ein 1927/28 entwickeltes Modell aus Holz und Stoff, das ursprünglich zur Ausbildung und für landwirtschaftliche Zwecke konstruiert worden war. Zum Einsatz im Nachtbomberregiment waren die Flugzeuge behelfsmäßig zu Bombenflugzeugen umgerüstet worden. Unter Rumpf und Tragflächen befanden sich sechs bis acht Bombenträger, von denen aus Stahlseile in die Kabine der Navigatorin führten und durch Ziehen ausgelöst wurden. Zum Anvisieren wurden an der rechten Bordwand zwei mit Leuchtfarbe gestrichene Metallstäbe angebracht und ein kleines Zielfenster in die rechte Tragfläche geschnitten. Die mitgeführte Bombenlast stieg im Laufe des Krieges von 180 kg auf 300, später sogar 400 kg. Die Po-2 brauchte nur eine kurze Startbahn und konnte deshalb auch von unbefestigten Wiesen und Waldlichtungen (Sprungbretter genannt), die sich kurz hinter der Frontlinie befanden, eingesetzt werden.
Obwohl oder gerade weil der Typ sehr langsam war, konnte er dank seiner Manövrierfähigkeit von den sehr viel schnelleren deutschen Jagdflugzeugen nur schwer abgeschossen werden. Da die Flugzeuge nur eine geringe Bombenlast transportieren konnten, starteten sie bis zu dreimal, manchmal sogar bis zu achtmal pro Nacht. Ein Einsatz verlief in der Regel so, dass die Maschinen im Schutze der Dunkelheit im Abstand von einigen Minuten einzeln anflogen. In der Nähe des Ziels wurde der Motor abgestellt und die Bomben wurden im Gleitflug abgeworfen. Nach dem Anwerfen des Triebwerks erfolgte die Rückkehr zum Stützpunkt. Wegen der überraschenden Angriffe bei absoluter Stille in der Nacht gaben die deutschen Truppen dem Regiment den Spitznamen „Nachthexen“.

## Die 23 „Heldinnen der Sowjetunion“ des Regiments
- Raissa Aronowa (960 Einsätze)[10]
- Wera Belik (postum, 813)
- Antonina Chudjakowa (?)
- Rufina Gaschewa (848)
- Polina Gelman (857)
- Tatjana Makarowa (postum, 628)
- Natalja Meklin (980)
- Jewdokija Nikulina (774)
- Jewdokija Nossal (postum, 354)
- Soja Parfenowa (680)
- Jewdokija Pasko (800)
- Nadeschda Popowa (850)
- Nina Raspopowa (857)
- Jekaterina Rjabowa (816)
- Larissa Rosanowa (816)
- Jewgenija Rudnewa (postum, 645)
- Olga Sanifirowa (postum, 800)
- Jewgenia Schigulenko (968)

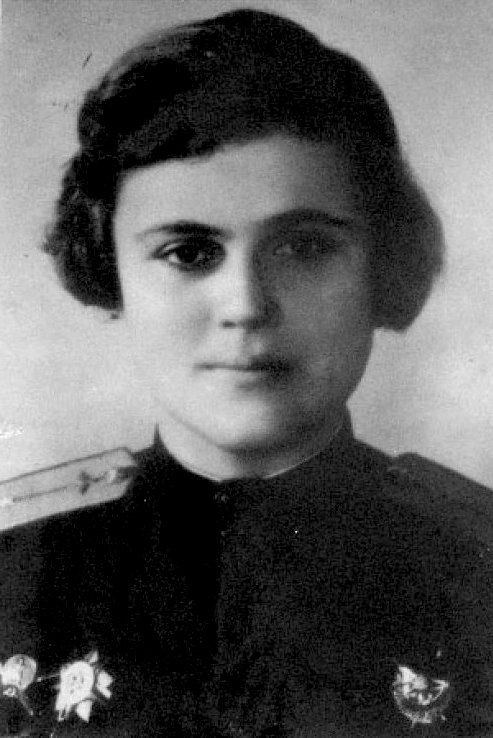
Oberleutnant Jewgenija Rudnewa

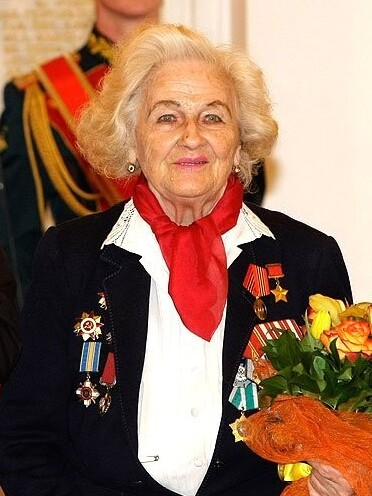
Nadeschda Popowa (2009)

- Irina Sebrowa (je Quelle 1.004–1.008)[5]
- Marija Smirnowa (950)
- Maguba Syrtlanowa (782)
- Marina Tschetschnewa (810)
- Nina Uljanenko (?)

Die Nachthexen Tatjana Sumarokowa mit 809 Kampfeinsätzen und Alexandra Akimow mit 680 Kampfeinsätzen wurden 1995 Heldinnen der Russischen Föderation. Die einzige kasachische Angehörige der Einheit, Chiuas Dospanowa, wurde 2004 als Heldin Kasachstans geehrt.

## Künstlerische Rezeption
- 1981 entstand in der Sowjetunion der Film „Nachthexen“ am Himmel (Originaltitel: В небе «ночные ведьмы») über den Einsatz des Fliegerregiments.[11] Die Regisseurin Jewgenija Schigulenko hatte selbst als Staffelkommandeur in der Einheit gekämpft und war im Rang eines Hauptmanns als Held der Sowjetunion ausgezeichnet worden.[10][12]
- Der Song Night Witches von Sabaton thematisiert die Einsätze der Nachthexen.[13]